# Cachkaszen (Aragacotn)
Cachkaszen – wieś w Armenii, w prowincji Aragacotn. W 2011 roku liczyła 644 mieszkańców.